# Nasr I
Nasr I ibn Ahmad (in persiano صر یکم‎; ... – agosto 892) è stato un politico ed emiro persiano.

## Biografia
Governò dall'864/5 all'892 data della sua morte, egli era a capo della dinastia dei Samanidi, succedette al padre Saman Khoda.
Subito si trovò isolato dal resto del califfato dall'espansionismo della dinastia saffaride e, come conseguenza, fu investito nell'875 del potere sull'intera Transoxiana dal Califfo abbaside al-Mu'tamid, nel tentativo di contrastare le ambizioni saffaridi. 
Nasr inviò suo fratello Ismāʿīl a occupare la città di Bukhara, che era stata da poco saccheggiata dagli scià afrighidi della Corasmia. La città gli spalancò le porte e Ismāʿīl fu nominato Governatore della città dal fratello Nasr. 

Contrasti tra loro sulle somme da distribuire dal prelievo fiscale, causarono tuttavia un conflitto che esplose tra i due fratelli. Ismāʿīl ne uscì vittorioso e assunse il controllo dello Stato samanide. Nasr però era il solo a essere stato investito del governatorato della Transoxiana e il Califfo continuò pertanto a riconoscerlo come legittimo governante e, a causa di ciò, Ismāʿīl continuò a riconoscerlo, sia pure del tutto formalmente, visto che Nasr non gestiva alcun potere effettivo. Una situazione questa che perdurò fino alla sua morte nell'892.